# Art Jarrett
Art Jarrett (Brooklyn, 20 juli 1907 - Los Angeles, 23 juli 1987) was een Amerikaanse zanger, bandleider en acteur uit de jaren 30 en 40.
Vanaf het eind van de jaren twintig zong Jarrett, een hoge tenor, bij verschillende dansorkesten, waaronder dat van Jimmy Noone, Red Nichols en Frankie Trumbauer. Hij was populair door zijn verschijning in verschillende films, zoals 'Dancing Lady' en 'Let's Fall in Love'. In 1936 vormde hij zijn eigen orkest, dat echter weinig succes had. In 1941 nam hij voor korte tijd de leiding over van het orkest van Hal Kemp, na diens dood door een auto-ongeluk. Hij verscheen in enkele B-films en trouwde met de zwemster Eleanor Holm, die tevens in zijn orkest zong. In de jaren veertig leidde hij nog verschillende orkesten, later werd hij diskjockey.
- Bibliothèque nationale de France: cb138955937 (data)
- Gemeinsame Normdatei: 119124165
- International Standard Name Identifier: 0000 0000 2933 8532
- Library of Congress Control Number: n91096967
- MusicBrainz: 2bdfa93e-bc6d-4efa-9f82-27b7c11c8516
- Réseau des bibliothèques de Suisse occidentale: 02-A022761438
- SNAC: w6fc8pkk
- Système universitaire de documentation: 25269340X
- Virtual International Authority File: 55795848
- WorldCat: E39PBJxrYtkMy4QPxxmCvJbyBP